# Patricia Moller
Patricia Newton Moller (* 1944) ist eine Diplomatin der Vereinigten Staaten und diente als US-Botschafterin in Guinea von 2010 bis 2012 als Nachfolgerin von Phillip Carter sowie von 2006 bis 2009 als US-Botschafterin in Burundi. Die aus Arkansas stammende Moller ist seit 1987 im State Department tätig. Von April 1987 bis März 2006 übte sie verschiedene Funktionen im Außenministerium aus.
Moller wurde mehrfach ausgezeichnet, beispielsweise erhielt sie den Robert C. Frasure Award, den Presidential Meritorious Service Award, den Leamon Hunt Award, den Senior Performance Award fünfmal und den Superior Homor Award viermal.
Sie ist mit Gilbert Sperling verheiratet. 1974 machte Moller ihren Bachelor in Geschichte an der University of Tampa.